# Almenara (kommun i Brasilien)
Almenara är en kommun i Brasilien.   Den ligger i delstaten Minas Gerais, i den östra delen av landet, 800 km öster om huvudstaden Brasília. Antalet invånare är 38 779.
Följande samhällen finns i Almenara:
- Almenara

Omgivningarna runt Almenara är huvudsakligen savann. Runt Almenara är det glesbefolkat, med 20 invånare per kvadratkilometer.